# Empire
|  | For filmmagasinet, se Empire (magasin) |
Empire (udtale: [ɑ̃.pi.ʁe]?) var en europæisk stilperiode under klassicismen fra slutningen af 1700-tallet til midten af 1800-tallet. Stilen opstod i Frankrig og var stærkt knyttet til personkulten omkring Napoléon Bonaparte. Stilen fandtes både inden for indretning, møbelkunst, kunsthåndværk, tøjmode og i mindre grad i arkitekturen. Formålet var at forherlige magt, og det ses tydeligt i symbolsproget. Inspirationen kom fra oldtidens Grækenland, det gamle Egypten og Romerriget. Baggrunden var også Napoleons Egypten-felttog. Fabeldyr og -mennesker og våben er en del ornamenterne.
I møbelkunsten anvendtes især mahogni, ibenholt og cedertræ ofte med udsmykninger i forgyldt bronze som laurbærkranse og løvefødder. I Danmark blev bronzen ofte erstattet af billigere intarsia-udsmykninger i citrontræ.
Stilen var meget populær i Rusland til ca. 1850. I det øvrige Europa blev stilen umoderne nogle år før.
I Danmark kaldes senempiren for Christian 8.-stilen og i Tyskland for Biedermeier.